# Paderna
Paderna – miejscowość i gmina we Włoszech, w regionie Piemont, w prowincji Alessandria.
Według danych na styczeń 2010 gminę zamieszkiwało 239 osób przy gęstości zaludnienia 56,6 os./1 km².